# Trimma yanoi
Trimma yanoi es una especie de peces de la familia de los Gobiidae en el orden de los Perciformes.

## Morfología
- Los machos pueden llegar a alcanzar los 2.2 cm de longitud total y las  hembras 2.11.
- Número de  vértebras: 26.[1]

## Hábitat
Es un pez de Mar y de clima templado que vive hasta los 10 m de profundidad.

## Distribución geográfica
Se encuentran en las Islas Ryukyu.

## Observaciones
Es inofensivo para los humanos.